# 왓킨스 북스

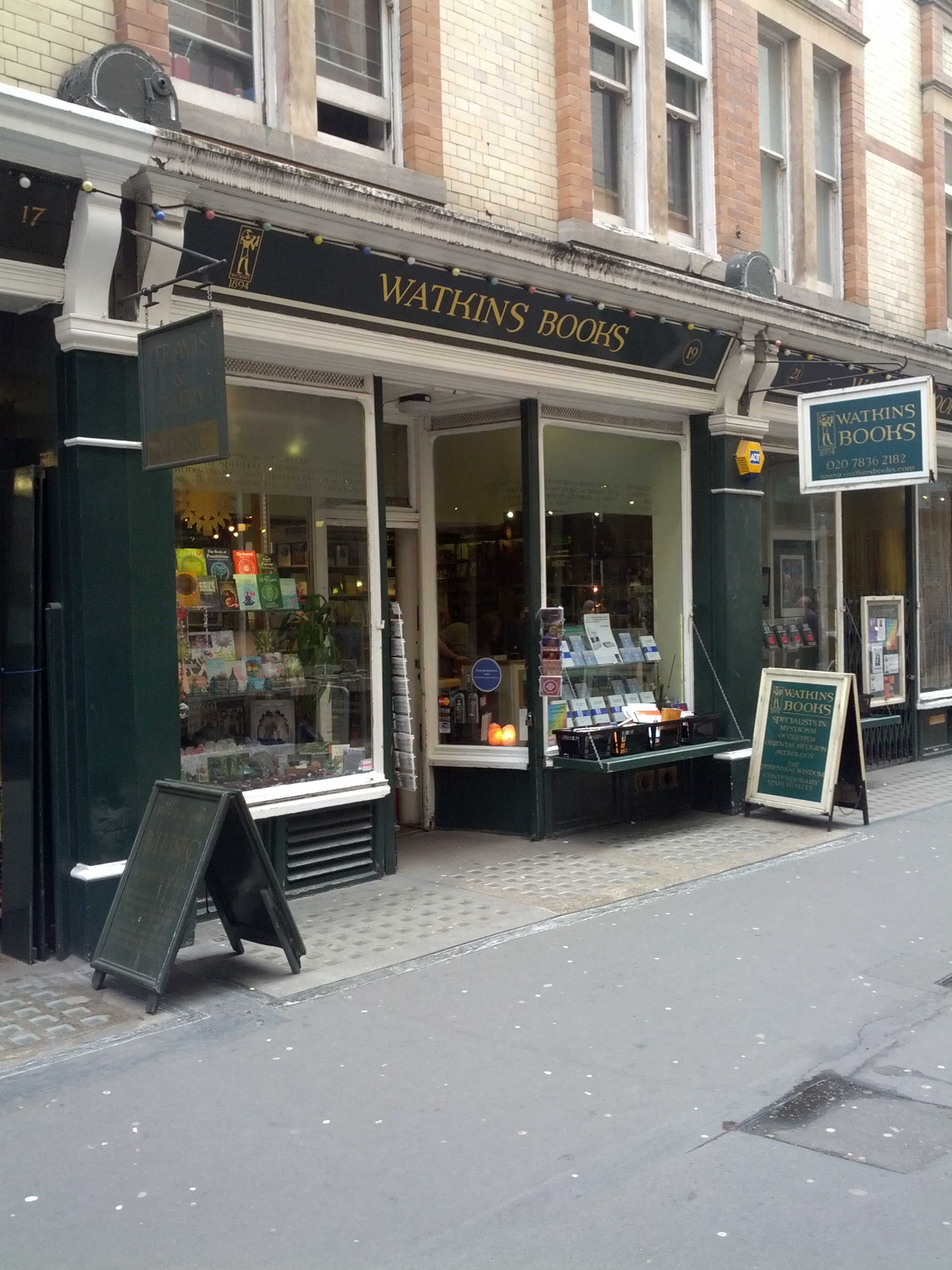
왓킨스 북스

왓킨스 북스(Watkins Books)는 영국의 가장 오래된 영적 분야의 전문서점이다. 1897년 존 M. 왓킨스가 세웠다.
서점에서는 영적분야 전문 월간지인 Watkins' Mind Body Spirit를 출판한다. 왓킨스 리뷰라고 부른다.

## 2012년 왓킨스 영적 스승 100인
선정조건은 다음과 같다:
1. 살아있는 사람
2. 전세계적으로 고유한 영적 분야에 기여
3. 자주 구글 검색이 되고 인터넷에서 회자되는 사람

목록은 다음과 같다:
| 1. 달라이 라마 2. 에크하르트 톨레 3. 틱낫한 4. 디팩 초프라 5. 파울로 코엘료 6. 엘리자베스 길버트 7. Iyanla Vanzant 8. 켄 윌버 9. 제임스 레드필드 10. 론다 번 11. 앨리스 워커 12. 넬슨 만델라 13. 웨인 다이어 14. 도린 버추 15. 미치오 가쿠 16. 오프라 윈프리 17. 알레한드로 조도로프스키 18. Mantak Chia 19. 데즈먼드 투투 20. 알렉스 그레이 21. 피터 러셀 22. 바이런 케이티 23. 램 대스 24. 에스터 힉스 25. 버니 시걸 | 1. 리처드 바크 2. 브라이언 와이스 3. 앤드류 코헨 4. Sri Sri Ravi Shankar 5. 로빈 샤마 6. 스티브 테일러 7. Z’ev ben Shimon Halevi 8. 앤드루 하비 9. Marianne Williamson 10. 리사 윌리엄스 11. 프란시스 찬 12. Don Miguel Ruiz 13. 에모토 마사루 14. 그레그 브레이든 15. Andrew Weil 16. Erich von Däniken 17. Adyashanti 18. Krishna Das 19. Sonia Choquette 20. 요제프 라칭거 21. 루이즈 헤이 22. Amma 23. Vladimir Megre 24. Ervin Laszlo 25. Elaine Pagels | 1. Jeff Foster 2. Seyyed Hossein Nasr 3. 닐 도널드 월시 4. Drunvalo Melchizedek 5. Pema Chödrön 6. 다이애나 쿠퍼 7. 브루스 립튼 8. 댄 밀먼 9. 캐런 암스트롱 10. 그레이엄 핸콕 11. 데이비드 R 12. 잭 캔필드 13. Clarissa Pinkola Estés 14. Sogyal Rinpoche 15. Swami Ramdev 16. 필립 버그 17. 캐럴라인 미스 18. 마이클 뉴턴 19. 이케다 다이사쿠 20. Vadim Zeland 21. 존 브래드쇼 22. 리처드 밴들러 23. 진 휴스턴 24. 스타호크 25. Daniel J | 1. James Lovelock 2. Judy Hall 3. 게리 스나이더 4. 패트릭 홀퍼드 5. 오베르토 아이라우디 6. Dr Azmayesh 7. Mother Meera 8. 마이클 러너 9. 린 맥태거트 10. Michael Beckwith 11. Satya Narayan Goenka 12. Satish Kumar 13. Paramahamsa Nithyananda 14. 로언 윌리엄스 15. Prem Rawat 16. Mooji 17. Stanislav Grof 18. 그랜트 모리슨 19. 존 카밧진 20. 덜로리스 캐넌(Dolores Cannon) 21. 강가지 22. Shakti Gawain 23. 클라우디오 나랑호 24. 매스틴 킵 25. 매리언 우드먼 |